# Sparks Fly
«Sparks Fly»  — п'ятий сингл третього студійного альбому американської кантрі-співачки Тейлор Свіфт — Speak Now. В США сингл вийшов 18 липня 2011 року. Пісня написана Тейлор Свіфт; спродюсована Нейтаном Чапманом та Тейлор Свіфт. Музичне відео зрежисоване Крістіаном Лембом; відеокліп вийшов 10 серпня 2011 року.

## Музичне відео
Музичне відео зрежисоване Крістіаном Лембом. Відеокліп складається із нарізок із концертів турне Speak Now World Tour. Прем'єра музичного відео відбулась 10 серпня 2011 року на офіційному вебсайті Свіфт.
Станом на березень 2024 року музичне відео мало 96 мільйонів переглядів на відеохостингу YouTube.

## Список пісень
- Обмежений CD-сингл[4]

1. «Sparks Fly» – 4:20

## Чарти
Тижневі чарти
| Чарт (2010-11)                   | Місце |
| -------------------------------- | ----- |
| Canada (Canadian Hot 100)        | 28    |
| Canada Country (Billboard)       | 3     |
| US Billboard Hot 100             | 17    |
| US Hot Country Songs (Billboard) | 1     |

Річні чарти
| Чарт (2011)                    | Місце |
| ------------------------------ | ----- |
| US Billboard Hot Country Songs | 37    |

## Продажі
| Країна     | Сертифікація (таблиця продажів та сертифікатів) | Продажі    |
| ---------- | ----------------------------------------------- | ---------- |
| США (RIAA) | Платина                                         | +1,100,000 |

## Історія релізів
| Країна | Дата           | Формат             | Лейбл               |
| ------ | -------------- | ------------------ | ------------------- |
| США    | 18 липня 2011  | Кантрі радіо       | Big Machine Records |
| США    | 10 серпня 2011 | Обмежений CD-сингл | Big Machine Records |